# Coral Browne
Pour les articles homonymes, voir Browne.
Coral Browne est une actrice américano-australienne, née le 23 juillet 1913 à Melbourne et morte le 29 mai 1991 à Los Angeles en Californie.

## Biographie
Coral Browne fut la troisième épouse de l'acteur Vincent Price, qu'il épousa en 1974.

## Filmographie
- 1933 : Waltzing Matilda de Pat Hanna
- 1935 : Charing Cross Road d'Albert de Courville : Lady Ruston
- 1935 : Line Engaged de Bernard Mainwaring : Doreen
- 1936 : The Amateur Gentleman de Thornton Freeland : Pauline Darville
- 1936 : Guilty Melody de Richard Pottier : Cecile
- 1938 : C'était son homme (We're Going to Be Rich), de Monty Banks : Pearl
- 1938 : Yellow Sands d'Herbert Brenon : Emma Copplestone
- 1939 : Black Limelight de Paul L. Stein : Lily James
- 1939 : The Nursemaid Who Disappeared de Arthur B. Woods : Mabel Barnes
- 1940 : Let George Do It! de Marcel Varnel : Iris
- 1946 : Piccadilly Incident de Herbert Wilcox : Virginia Pearson
- 1947 : The Courtneys of Curzon Street de Herbert Wilcox : Valerie
- 1954 : Meurtre sur la Riviera (Beautiful stangers) de David Miller : Helen
- 1956 : London Playhouse : Amanda Pinkerton (série télévisée épisode 17, saison 1 The Guv'nor)
- 1958 : Ma tante (Auntie Mame) de Morton DaCosta : Vera Charles
- 1961 : Le Visage du plaisir (The Roman Spring of Mrs. Stone) de José Quintero : Meg
- 1962 : Dr. Crippen de Robert Lynn : Belle Crippen
- 1962 : Tout feu, tout femme (en) (Go to Blazes) de Michael Truman : Colette
- 1963 : Tamahine de Philip Leacock : Mme Becque
- 1967 : La Nuit des généraux (The Night of the Generals) d'Anatole Litvak : Eleanore von Seidlitz-Gabler
- 1968 : Le Démon des femmes (The Legend of Lylah Clare) de Robert Aldrich : Molly Luther
- 1968 : Faut-il tuer Sister George ? (The Killing of Sister George) de Robert Aldrich : Mercy Croft
- 1969 : BBC Play of the Month : Donna Lucia D'Alvadorez (série télévisée, épisode 2, saison 5 Charley's Aunt)
- 1972 : BBC Play of the Month : Mrs. Erlynne (série télévisée, épisode 8, saison 7 Lady Windermere's Fan)
- 1972 : BBC Play of the Month : Mrs. warren (série télévisée, épisode Mrs. Warren's Profession)
- 1972 : Dieu et mon droit (The Ruling Class) de Peter Medak : Lady Claire Gurney
- 1973 : Théâtre de sang (Theater of Blood) de Douglas Hickox : Miss Chloe Moon
- 1974 : BBC Play of the Month : Lady Bracknell (série télévisée, épisode 6, saison 9 The Importance of Being Earnest)
- 1975 : La Toile d'araignée (The Drowning Pool) de Stuart Rosenberg : Olivia
- 1979 : Time Express : Margaret (série télévisée)
- 1980 : Xanadu : voix celeste féminine
- 1982 : Eleanor, First Lady of the World de John Erman : Lady Reading (téléfilm)
- 1983 : An Englishman Abroad de John Schlesinger : elle-même
- 1984 : Une Américaine à Paris (American Dreamer) : Margaret McMann
- 1985 : Dreamchild de Gavin Millar : Alice Hargreaves
- 1987 : Sparky's Magic Piano de Lee Mishkin (vidéofilm, court métrage d'animation)
- 1989 : Coral Browne: Caviar for the General de Christopher O'Hare : elle-même

## Distinctions

### Récompenses
- 1984 : British Academy Television Awards de la meilleure actrice dans An Englishman Abroad
- 1984 : Broadcasting Press Guild Award de la meilleure actrice dans An Englishman Abroad
- 1986 : Saturn Award de la meilleure actrice dans Dreamchild
- 1987 : Evening Standard British Film Award de la meilleure actrice dans Dreamchild